# Bevan Docherty
Bevan Docherty   (Taupo, 29 de març de 1977) és un triatleta neozelandès, guanyador de dues medalles olímpiques. Va estudiar al Tauhara College. El seu pare Ray també fou un destacat triatleta i la seva mare, Irene, la seva germana i Bevan van entrenar i competir amb ell.

## Carrera esportiva
Va participar, als 27 anys, en els Jocs Olímpics d'Estiu de 2004 realitzats a la ciutat d'Atenes (Grècia), on aconseguí guanyar la medalla de plata en la prova masculina de triatló. En els Jocs Olímpics d'Estiu de 2008 realitzats a Pequín (Xina) aconseguí guanyar la medalla de bronze en aquesta mateixa prova.
Al llarg de la seva carrera ha guanyat dues medalles en el Campionat del Món de triatló, destacant la medalla d'or aconseguida el 2004. Així mateix també ha guanyat una medalla de plata en els Jocs de la Commonwealth.